# 人生実感バラエティー 板尾家は朝から生中
『人生実感バラエティー 板尾家は朝から生中』（じんせいじっかんバラエティー いたおけはあさからなまちゅう）は、2002年4月14日から同年7月14日まで毎日放送テレビ（MBSテレビ）で放送されていたバラエティ番組。放送時間は毎週日曜 10:00 - 11:24 （日本標準時）。

## 概要
板尾創路の冠番組で、彼が吉本興業に所属するお笑い芸人たちとともに日曜朝の一般家庭を訪問して回っていた。番組は生放送で、番組タイトルの「生中」とは生中継のことを意味していた。
3か月で終了となるが、翌週の7月21日より『板尾家presents 電撃8万超人!』にリニューアルされて放送となるも、翌月の8月25日で放送終了。さらにその翌月の2002年9月からは『サンデージャポン』(TBSテレビ製作)の同時ネットでの放送が開始されたため、日曜10時台～11時台前半での、MBSテレビローカル番組の放送枠は終了となった。

## 出演者
- 板尾創路（130R）
- 藤本敏史（FUJIWARA）
- 原西孝幸（FUJIWARA）
- baseよしもとのメンバー